# هربرت جانستون
هربرت جانستون (انگلیسی: Herbert Johnston؛ ۱۶ آوریل ۱۹۰۲ – ۵ آوریل ۱۹۶۷ (aged 64)) ورزشکار دو و میدانی اهل بریتانیا بود.